# 三国志〜司馬懿 軍師連盟〜
『三国志〜司馬懿 軍師連盟〜』（さんごくし しばい ぐんしれんめい、簡体字中国語: 大军师司马懿、英語: The Advisors Alliance）は、2017年の中華人民共和国のテレビドラマ。全86話。総制作費は日本円で68億円。登場人物は300人。

## 概要
中国三国時代の魏の軍師・司馬懿の知られざる人柄や、三国の争いを描いたドラマ。
『三国志 Secret of Three Kingdoms』と同じく常江（チャン・ジャン）が脚本を担当し、これまで数々の作品の原形となった「三国志」を、曹操、その息子・曹丕らに仕えた軍師・司馬懿の視点から描く。諸葛亮のライバルで、その才能を曹操も恐れていたといわれる知略にたけた司馬懿のみならず、他の軍師たちや彼らの家族の物語も軸にしている。原題・邦題にある“軍師連盟”とは本作に出てくるさまざまな軍師たちが、ライバルでありながらもお互いを認め合い、尊敬し、つながっていることを指す。

## あらすじ
第一部：軍師連盟
時は三国戦乱の世。後漢王朝の皇帝劉協(献帝)の一派から命を狙われた曹操は、自らが囮となり、暗殺計画を企てた人々をおびき出すことに成功。曹操は劉協(献帝)に事の真相を問い質し、目の前で皇妃らを惨殺した。さらに暗殺計画に関係したと思われた司馬懿の父・司馬防らを投獄してしまう。しかし司馬懿は持ち前の知略を働かせ、司馬防の容疑が冤罪であることを証明し牢獄から救出。曹操の息子・曹丕は、父の無罪を勝ち取った司馬懿のもとを訪れ、自分の志す平和な世を実現するため協力を求める。その求めを一度は拒否する司馬懿だったが、その才能と野心的な一面は曹操からも認められ、司馬懿は曹丕に仕えることに。その後、次第に激しくなる曹丕と、その弟・曹植の後継者争いに巻き込まれた司馬懿は…。
第二部：虎嘯竜吟
官職を解かれ、故郷の温県へと帰っていた司馬懿は、政治の表舞台から去り畑仕事をして日々を過ごしていた。黄初７年、洛陽では曹丕(魏の文帝)が病に侵され死を目前にしていた。亡き父・曹操と、司馬懿のことばかりを思い返していた曹丕は、息子曹叡を皇太子と定め即位させることを決意。さらに司馬懿を呼び戻すことを決め、曹真、曹休、陳羣、司馬懿の４人で曹叡を補佐するようにと命じて崩御する。
曹叡は司馬懿を手厚く迎えるが、曹真らは司馬懿が戻ってきたことに怒りと焦りを感じていた。そして母を失った悲しみを背負う曹叡は、義理の母(皇太后)郭照を憎み続けていた。一方、曹丕の死と、曹叡に４人の補佐がつけられたという連絡を受けた蜀の諸葛亮は、戻ってきた司馬懿を強く警戒する。宿命のライバルといわれる２人の対決が始まろうとしていた。

## スタッフ
- 製作総指揮：ウー・ショウポー（中国語版）
- プロデューサー：張堅
- 監督：チャン・ヨンシン
- 脚本：チャン・ジャン
- メインテーマ：S.E.N.S.
- 音楽：S.E.N.S. Project・董冬冬
- 美術監督：韓忠
- 衣装：陳同勳

## 登場人物・キャスト

### 司馬一族とその関係者
- 司馬懿（仲達）：ウー・ショウポー

魏の軍師。字は仲達。司馬防の次男。曹操に求められて出仕し、曹丕、曹叡、曹芳と魏王朝三代を補佐した重臣。政治の中心人物になっていく。常に曹一族からの弾圧を恐れ平身低頭し身を処すも大業への志は曲げず、最終的に三国を統一する司馬氏(晋王朝)の礎を築く。
- 張春華：リウ・タオ

司馬懿の正室。義妹の郭照が窮地に陥ると相手が誰であろうと過激な反応を示すほど気が強い。司馬懿の良き相棒でもある。司馬師、司馬昭の母。
- 司馬防（建公）：チャン・シーチョン

司馬懿の父。司馬防の8人の息子は皆優秀で「司馬八達」と呼ばれた。
- 司馬朗（伯達）：李佑偉

司馬防の長男。司馬懿の兄。脳卒中（史書では疫病）にかかり亡くなる。
- 司馬孚（叔達）：ワン・ドン

司馬防の三男。司馬懿の弟。司馬懿と共に曹丕に仕える。
- 司馬師（子元）：シャオ・シュンヤオ

司馬懿の長男。父を助け忠実な後継者に育つ。曹爽に妻殺しの容疑で投獄され、母の死に目に間に合わなかった。
- 司馬昭（子上）：タン・ジェンツー

司馬懿の次男。独断専行の嫌いがあり、そのせいで自身や司馬家が窮地に陥ることも。野心家で手段を選ばぬ一面がある。
- 司馬倫（子彝）

司馬懿の九男(末子)。
- 柏霊筠：チャン・チュンニン

曹丕から下賜され司馬懿の側室となる。曹丕の命で司馬懿を監視するが、徐々に司馬懿の良き理解者協力者となる。司馬倫の母。
- 鍾会（士季）：劉岳

司馬懿の弟子、鍾繇の息子。
- 鄧艾（士載）：リウ・リンジー

司馬懿の弟子。
- 郭淮（伯濟）：何翔

司馬懿の参謀。
- 孫礼（徳達）：イェン・ジェ

司馬懿の参謀。
- 王元姫：蒲萄

司馬昭の妻。王朗の孫、王粛の娘。司馬炎(晋の武帝)、司馬攸の母。
- 侯吉：ライ・シー

司馬家の厨房を取り仕切る。司馬防亡き後は、司馬懿の近臣に近い存在。出征の際も従軍する。
- 汲布：ルー・スーユー

校事府校尉。司馬懿と張春華を助ける。司馬家の私兵を鍛える。「高平陵の変」の後、身を退き故郷へ帰る。
- 小沅：陸妍淇

柏霊筠の侍女。曹丕の命で司馬懿を監視するが、徐々に心も司馬家の人間になっていく。
- 夏侯徽（媛容）：張逗逗

夏侯玄の妹で司馬師の妻。司馬柔の母。司馬家の秘密を見てしまい絞殺される。
- 子夜：趙昕

鄧艾の妻。寿春での曹洪による横暴な振る舞いの際、曹洪の部下に刺殺される。

### 魏
- 曹操（孟德）：ユー・ハーウェイ

幼名は阿瞞（あまん）。魏の大王。後漢·朝廷の丞相。本作では合理主義精神に富む現実主義者という描かれ方になっている。
- 曹丕（子桓）：リー・チェン

曹操の息子で卞夫人にとっては長男。魏の初代皇帝(文帝)。司馬懿らの協力で魏国を継ぎ、後漢の献帝から帝位を禅譲され魏を開国する。
- 曹叡（元仲）：リウ・ファン

曹丕と甄宓の子。魏の第二代皇帝(明帝)。司馬懿と対立を深める。
- 甄宓：チャン・ジーシー

曹丕の正室。元は袁紹の次男・袁煕の妻で、曹植と心を通わせつつも曹操の命で曹丕の正室となる。
- 郭照（阿照）：タン・イーシン

曹丕の側室。張春華の義妹。後、曹叡の義母となる。
- 曹植（子建）：ジーン・オウ

曹操の息子で卞夫人にとっては三男。
- 卞夫人：陸玲

曹操の正室。曹丕、曹彰、曹植の母。
- 曹彰（子文）：郭洺宇

曹操の息子で卞夫人にとっては次男。
- 清河長公主：李雨洋

魏の公主・長公主。夏侯楙の正室。
- 郭太后：文静

魏の太后。魏の明帝（曹叡）の2番目の皇后。
- 荀彧（文若）：ワン・ジンソン

曹操の軍師。
- 郭嘉（奉孝）：曹磊

曹操の軍師。
- 荀攸（公達）：楊猛

曹操の軍師。
- 満寵（伯寧）：王力

許都の県令で曹操の腹心。
- 程昱（仲徳）：柳玉林

曹操の軍師。
- 楊脩（徳祖）：ジャイ・ティエンリン

楊彪の息子で月旦評で候補者の批評を行う。参謀として曹植の立太子を目指すが、遠征中に陣中の人心を乱したとして、曹操に処刑される。
- 曹真（子丹）：チャン・フー

曹操の甥。曹丕の側近時代から司馬懿とは何かと対立する。蜀との戦いにおいては、兵権を巡り、更に対立を深める。
- 曹爽（昭伯）：ドゥ・イーフン

曹真の子。父の死は、対立していた司馬懿のせいだと認識しており、司馬懿並びに司馬家を敵視している。
- 何晏（平叔）：イェン・ウェンシェン

大将軍何進の孫、曹操の娘を娶る。曹爽の軍師。司馬家を探るため司馬昭に近づく。
- 丁謐（彦靖）：趙寰宇

曹爽の軍師。常に司馬懿を警戒しており「高平陵の変」でも徹底抗戦するよう曹真へ進言するが、聞き入れられなかった。
- 曹沖（蒼舒）：劉錦輝

曹操の末子で曹操から溺愛されるが、幼くして病死する。
- 曹仁(子孝)：

曹操の従弟で魏の大将軍、大司馬。
- 曹洪（子廉）：陳之輝（中国語版）

曹操の従弟で魏の驃騎将軍。
- 曹休（文烈）：杜星奇

魏の大司馬。
- 夏侯惇(元譲)：

漢の大将軍。
- 夏侯淵(妙才)：

漢の征西将軍。
- 夏侯尚(伯仁)：

魏の征南大将軍。
- 夏侯玄（太初)：程誠

夏侯尚の息子で曹真の甥。司馬師の義兄。
- 張郃(儁乂)：

魏の征西驃騎将軍。
- 陳羣（長文）：褚栓忠

魏の尚書令、大司空。九品官人法を起草する。
- 鍾繇（元常）：徐敏（中国語版）

魏の廷尉、相国、太傅、大尉。書家。
- 賈逵（梁道）：王琇強

魏の丞相主簿祭酒。
- 王淩（彦雲）：翟万臣（中国語版）

魏の司空、太尉。社稷を巡って、司馬懿と対立する。
- 王双：郭野

曹真の部下。蜀軍との戦いで敗れた曹真を逃すために奮闘し戦死。
- 辟邪：張天陽（中国語版）

曹叡付きの宦官。曹叡の死後、獄に下され処刑される。

### 後漢・朝廷
- 劉協(伯和)：王茂蕾

後漢王朝最後の皇帝(献帝)。後に曹丕へ皇位を禅譲し山陽公となる。
- 楊彪（文先）：柳健

後漢の臣で大尉。
- 董承：趙彦民

献帝に仕えた将軍。曹操を暗殺しようとするが失敗し処刑される。
- 董貴人（中国語版）：談莎莎

董承の娘で献帝の側室。献帝の子を身ごもっていたが父親と共に処刑される。
- 華佗（元化）：許還山（中国語版）

神医。曹操の暗殺を疑われ拷問のうえ処刑される。
- 大公主：虞書欣

劉協（献帝）の次女。

### 蜀
- 劉備（玄德）：王伯昭

蜀の初代皇帝(昭烈帝)。曹操を暗殺しようとするが失敗し亡命される。
- 諸葛亮（孔明）：ワン・ルオヨン

蜀の軍師で丞相。字は孔明（こうめい）。三国時代の天才軍師、魏軍を追い詰める司馬懿のライバル的存在。
- 趙雲（子龍）：シャオ・ロンション

蜀の五虎大将軍。屈指の老武将、知勇兼備の勇将。
- 徐庶（元直）：黄俊鵬

荊州時代の劉備陣営元軍師で魏に帰順。本作では曹沖の教育係で曹沖の死後に帰郷する。
- 劉禅（公嗣）：姜寒

蜀の二代皇帝(懐帝)。
- 魏延（文長）：韓東

蜀の前軍師、北伐の勇将。
- 楊儀(威公)：

丞相府の幕僚。
- 馬岱：許占偉

蜀の猛将。
- 馬謖（幼常）：劉廣楠

諸葛亮の愛弟子。
- 姜維（伯約）：白海濤

蜀の武将。諸葛亮に後を託される。

### 呉
- 孫権（仲謀）：丁海峰

呉の大王。呉の初代皇帝(大帝)。
- 陸遜（伯言）：盧星宇

呉の軍師。
- 張昭（子布）：王虎誠

呉の重臣。
- 周泰（幼平）：李海鷹

呉の猛將。
- 朱然（義封）：惠軍平

呉の重臣。
- 周魴（子魚）：張雍

呉の鄱陽太守。

## 用語解説
- 五禽戯

華佗が生み出した健康体操。
- 布帯詔

曹操暗殺に関わる者の名が記された血の盟約。
- 1刻

2時間。
- 1里

500m。
- 求賢令

曹操が「資質が秀でるならば不仁不孝でも構わぬ」として徳はなくとも才がある人材を広く募った布告。
- 北芒（ほくぼう）

北邙（ほくぼう）山。

## 各話タイトル
第一部：軍師連盟
- 第1話  「月旦評の陰謀」
- 第2話  「偽りの密書」
- 第3話  「連判状の行方」
- 第4話  「処刑執行の罠」
- 第5話  「出仕を巡る決意」
- 第6話  「校事府からの密偵」
- 第7話  「狼顧の相」
- 第8話  「望まれぬ契り」
- 第9話  「仁義の誓い」
- 第10話 「民意の赦免」
- 第11話 「使者の任務」
- 第12話 「牢の中のふたり」
- 第13話 「楊修の企み」
- 第14話 「司馬門の禁」
- 第15話 「司馬朗の救出」
- 第16話 「荀彧の決意」
- 第17話 「書簡の真偽」
- 第18話 「荀彧との誓い」
- 第19話 「司馬兄弟の懇請」
- 第20話 「鶏肋の意」
- 第21話 「孫権との同盟」
- 第22話 「洛陽遷都へ」
- 第23話 「曹操の最期」
- 第24話 「印綬の在り処」
- 第25話 「新政のはじまり」
- 第26話 「司馬懿の上奏」
- 第27話 「曹家一族との対立」
- 第28話 「3つの宝」
- 第29話 「甘い罠」
- 第30話 「君主と臣下の関係」
- 第31話 「夫婦の絆」
- 第32話 「張春華の決意」
- 第33話 「献帝の姫君たち」
- 第34話 「鄧艾の屯田新政策」
- 第35話 「司馬懿、青徐へ」
- 第36話 「鄧艾の危機」
- 第37話 「突然の訃報」
- 第38話 「母の決意」
- 第39話 「女たちの暗躍」
- 第40話 「司馬懿、後宮を駆ける」
- 第41話 「曹植、涙の七歩詩」
- 第42話 「司馬懿の解放」

第二部：虎嘯竜吟
- 第43話 「司馬懿、参内す」
- 第44話 「新しい生活」
- 第45話 「母を求めて…」
- 第46話 「周魴の投降」
- 第47話 「石亭の戦い」
- 第48話 「孔明の出師表」
- 第49話 「馬謖の誤算」
- 第50話 「街亭の戦い」
- 第51話 「空城の計」
- 第52話 「投獄の汚名」
- 第53話 「郭照奪還の策」
- 第54話 「杖刑の痛手」
- 第55話 「陳倉の戦い」
- 第56話 「曹真の死」
- 第57話 「北伐再開」
- 第58話 「劉禅の宣旨」
- 第59話 「孔明の怒り」
- 第60話 「五丈原の戦い」
- 第61話 「上方谷の戦い」
- 第62話 「孔明からの贈り物」
- 第63話 「才知の攻防」
- 第64話 「最後の対局」
- 第65話 「死せる孔明、生ける仲達を走らす」
- 第66話 「狙われた郭照」
- 第67話 「残された者の宿命」
- 第68話 「曹叡の病」
- 第69話 「曹叡の決断」
- 第70話 「新天子、即位」
- 第71話 「曹爽の横行」
- 第72話 「太后の一計」
- 第73話 「司馬懿の嘘」
- 第74話 「何晏と曹爽」
- 第75話 「私兵の証拠」
- 第76話 「三つ巴の争い」
- 第77話 「夏侯徽の失踪」
- 第78話 「張春華のために」
- 第79話 「悲しみに暮れて」
- 第80話 「司馬懿、覚醒す」
- 第81話 「洛陽占拠」
- 第82話 「裏切りの代償」
- 第83話 「夏侯玄の政変」
- 第84話 「司馬懿の本心」
- 第85話 「男たちの涙」
- 第86話 「最後の決別」

## DVD
発売地：台湾/ 販売元：楽天市場
- 三国志〜司馬懿 軍師連盟〜 DVD-BOX（1 - 86話収録、2018年11月発売、字幕：日本語）

発売地：日本/ 販売元：ポニーキャニオン
- 三国志～司馬懿 軍師連盟～ DVD－BOX1～6（2019年7～12月発売）